# منشينيل
شجرة المنشينيل أو منسيلينية (باللاتينية: Hippomane mancinella) وهي صنف من مغطاة البذور في عائلة فربيون (فربيونية). أصلها من جنوب أمريكا الشمالية وشمال أمريكا الجنوبية. الاسم منشينيل هو من الكلمة الإسبانية (manzanilla) والتي تعني التفاح الصغير، من ناحية قربها الظاهري لأوراقها وثمارها المشابه لشجرة التفاح. في الوقت الحاضر أصبح الاسم الإسباني (manzanilla de la muerte) أي التفاح الصغير المميت.
وهذا يعود إلى أن شجرة منشينيل واحدة من أكثر الأشجار السامة في العالم. تعرف أيضا باسم تفاح الشاطئ. هذة الشجرة تصنف على أنها واحدة من أكثر الأشجار السامة في العالم، لدرجة انك لو كنت واقفاً تحت هذة الشجرة خلال المطر، ونزل المطر علي جلدك سوف يتسبب بحروق شديدة على الجلد، كما لو قمت بحرق اوراق الشجرة، الدخان الناتج عنها قد يسبب العمى إذا وصل للعينين.

## مكان تواجدها
توجد منشينيل بشكل طبيعي في الكاريبي، الولاية الأمريكية فلوريدا ، الباهاماس في المكسيك، أمريكا الوسطى ، وشمال أمريكا الجنوبية.
يمكن أن توجد شجرة منشينيل على الشواطئ والمستنقعات المالحة وتنمو بجاور الأيكة الساحلية (المنغروف). وهي مصدات رياح ممتازة وتثبت الرمال بواسطة جذورها، تساعد في منع تعرية الشاطئ.